# 天京事変

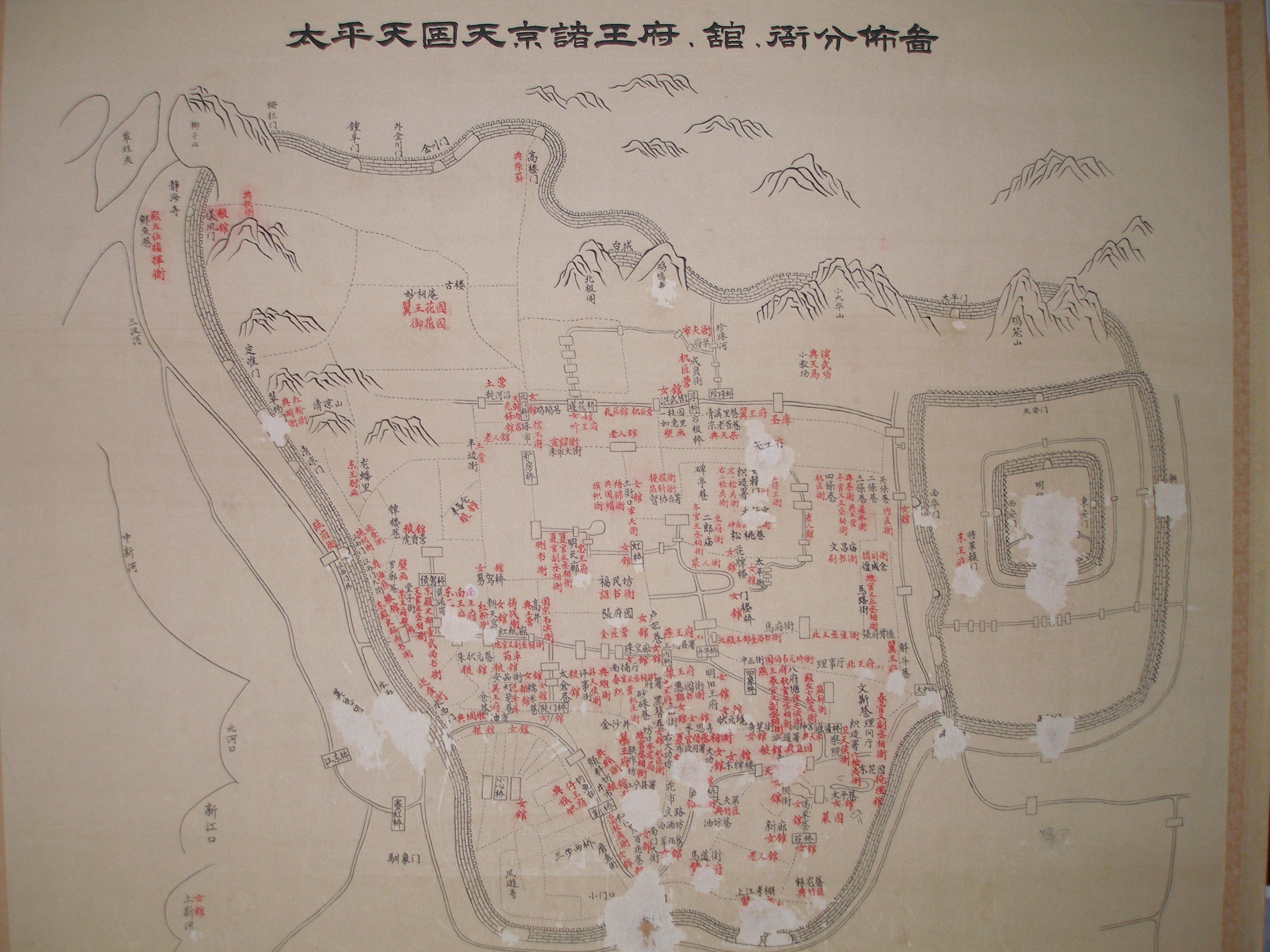
天京の諸王府・役所の分布図

天京事変（てんけいじへん）は、天京（南京）で1856年に発生した太平天国の指導部の内紛である。東王楊秀清・北王韋昌輝・燕王秦日綱が命を落とし、2万人余りが殺害された事変である。天京事変は太平天国が衰亡へ向かう転換点となった。

## 背景
1851年、天王洪秀全が王制を定めた時、東王楊秀清を他の四王の上位に置いたが、南王馮雲山と西王蕭朝貴が戦死した後はさらに権力が楊秀清に集中するようになった。太平天国では軍師が実権を握っており、天王は各王の上にあるとはいえ、実際の権力は正軍師の楊秀清のもとにあった。さらに楊秀清はたびたび託宣（「天父下凡」）を発し、洪秀全も楊秀清の発する神託に従わざるを得なかった。
都を天京に定めた後、楊秀清が北王韋昌輝や燕王秦日綱、そして翼王石達開の妻の父の黄玉崑を杖刑に処するなどの事件があり、楊秀清と他の諸王との対立が深まっていった。

## 経過
1856年6月20日、太平天国軍は清軍の築いた江南大営を撃破し、3年にわたる包囲を解いた（第一次江南大営攻略）。情勢が好転したのを見て、楊秀清ははかりごとをめぐらした。楊秀清は「天父下凡」にかこつけて洪秀全を東王府に呼びつけた。天父の神託を演じる楊秀清は洪秀全に「お前と楊秀清はともに我が子であり、楊秀清は功績が大であるのに、何故九千歳に留まっているのか」と問うた（旧中国では万歳は天子に対してだけ許されるもので、太平天国もそれを踏襲し、洪秀全に対してのみ万歳と唱え楊秀清が九千歳、他の諸王が八千歳、七千歳と続いていた）。それに対して洪秀全は「楊秀清も自分と同じく万歳と称させます」と答えざるを得なかった。
楊秀清の配下で以前楊秀清に処罰され恨みを抱いていた陳承瑢という者が洪秀全に「楊秀清に簒奪の意思あり」と上訴した。洪秀全はこの時前線に出ていた韋昌輝と石達開と秦日綱に対し楊秀清を除くように密詔を出した。9月1日、韋昌輝は3千の兵を率いて天京に戻り、城外で秦日綱と会合を持った。陳承瑢が城門を開いて、軍が一気に東王府を襲い、楊秀清を殺害し、楊秀清の一族・部下2万人を殺害した。
9月26日、石達開が天京に戻って韋昌輝に対して彼が行った殺害の凄まじさをなじると、韋昌輝は翼王府を襲い、石達開の一族郎党を殺害したが石達開は脱出に成功した。石達開は安慶で挙兵し、洪秀全に韋昌輝の誅伐を求めた。天京城外の兵のほとんどは石達開を支持し、11月2日、韋昌輝は殺害された。次いで秦日綱と陳承瑢も誅され、天京事変は一段落した。
だが後に洪秀全は楊秀清の罪名を取り消し、楊秀清の命日を「東王昇天節」と定めた。

## 影響
天京事変後、太平天国内部の人心は動揺し、軍事形勢は逆転した。韋昌輝の死後、石達開が執政を開始したが、洪秀全は自らの一族を重用して石達開を牽制したため、1857年、石達開は大軍を率いて離脱し、太平天国にとってさらに情勢は厳しいものとなった。